# Zbigniew Heidrich
Zbigniew Marian Heidrich (ur. 2 maja 1939, zm. 25 lipca 2024) – polski inżynier środowiska, profesor nauk technicznych (2009), kierownik Zakładu Zaopatrzenia w Wodę i Odprowadzania Ścieków na Wydziale Inżynierii Środowiska Politechniki Warszawskiej. Autor podręczników i poradników.

## Życiorys
Po ukończeniu studiów magisterskich na Wydziale Inżynierii Sanitarnej i Wodnej Politechniki Warszawskiej (1964), podjął pracę w Katedrze Wodociągów i Kanalizacji PW. W 1974 uzyskał stopień naukowy doktora nauk technicznych, zaś w 1989 – habilitację. Od 2000 był zatrudniony na stanowisku profesora nadzwyczajnego, zaś w 2009 uzyskał tytuł naukowy profesora. W tym samym roku przeszedł na emeryturę. 
Od 2003 do 2021 był redaktorem naczelnym czasopisma Gaz, Woda i Technika Sanitarna.
Został pochowany na cmentarzu ewangelicko-augsburskim w Warszawie (kw. AL 46/1/68).

## Publikacje
- Urządzenia wodne i ściekowe (1973, współautor)
- Urządzenia do uzdatniania wody: zasady projektowania i przykłady obliczeń (1980, red. pracy zbiorowej, ISBN 83-213-2978-0)
- Wodociągi i kanalizacja. Cz. 1 i 2 (1980, współautor, ISBN 83-02-00650-5, ISBN 83-02-00892-3)
- Obliczenie urządzeń do oczyszczania ścieków (1982, współautor)
- Wiejskie oczyszczalnie ścieków (1984, współautor, ISBN 83-213-3169-6)
- Projektowanie instalacji wodociągowych i kanalizacyjnych (1985, współautor, ISBN 83-213-3246-3)
- Wpływ urbanistycznych rozwiązań zespołów zabudowy jednorodzinnej na wybór rodzaju kanalizacji (1988)
- Woda na działce i w domu: poszukiwanie, studnie, pompy, przepisy, jakość, odprowadzanie ścieków (1990, współautor)
- Przydomowe oczyszczalnie ścieków: poradnik (1998, ISBN 83-85393-55-2)
- Gospodarka wodno-ściekowa: przepisy, normy, technologie, metody postępowania (2002, red. pracy zbiorowej, ISBN 83-88285-76-9)
- Wodociągi: podręcznik dla technikum (2003, ISBN 83-02-07116-1)
- Kanalizacja: podręcznik dla technikum (2004, ISBN 83-02-07440-3)
- Sanitacja wsi (2008, współautor, ISBN 978-83-60956-04-5)
- Leksykon przydomowych oczyszczalni ścieków : poradnik inwestora (2013, współautor, ISBN 978-83-60956-39-7)

## Źródła
- A. Kulig, K. Wojdyga, Od inżynierii wodnej przez technikę sanitarną do inżynierii środowiska. W 100-letniej tradycji Politechniki Warszawskiej (2016, ISBN 978-83-7545-710-0)
- Żegnamy profesora Zbigniewa Heidricha. www.wodociagmarecki.pl. [dostęp 2025-07-23].
- Pożegnanie Profesora Zbigniewa Heidricha. Politechnika Warszawska. Wydział Inżynierii Środowiska. [dostęp 2025-07-23].